# Hyporthodus niphobles
Hyporthodus niphobles là một loài cá biển thuộc chi Hyporthodus trong họ Cá mú. Loài này được mô tả lần đầu tiên vào năm 1897.

## Phân bố và môi trường sống
H. niphobles có phạm vi phân bố rộng rãi ở Đông Thái Bình Dương. Loài này được tìm thấy từ nửa nam bang California (Hoa Kỳ), khắp bán đảo Baja California và vịnh California, dọc theo bờ biển Trung Mỹ và Nam Mỹ đến miền bắc Peru, bao gồm các đảo ngoài khơi là đảo Cocos (Costa Rica), đảo Malpelo (Colombia) và quần đảo Galapagos (Ecuador). H. niphobles sống xung quanh các rạn san hô trên đáy cát ở độ sâu khoảng 450 m trở lại; cá con sống ở các khu vực nước nông như cửa biển và vũng vịnh.

## Mô tả
H. niphobles trưởng thành có chiều dài cơ thể lớn nhất đo được là 121 cm. Đầu và thân của cá trưởng thành có màu nâu sẫm, đôi khi với những đốm trắng dọc cơ thể. Đuôi bo tròn. Cá con có màu nâu sẫm gần như đen với những đốm màu trắng trên khắp cơ thể; vây đuôi có thể là màu vàng nhạt. Các vây còn lại rất sậm màu. Cả cá lớn và cá con đều có vệt đen như ria mép ở phía trên hàm trên.
Số gai ở vây lưng: 11; Số tia vây mềm ở vây lưng: 13 - 15; Số gai ở vây hậu môn: 3; Số tia vây mềm ở vây hậu môn: 9; Số tia vây mềm ở vây ngực: 18 - 19; Số vảy đường bên: 63 - 71; Số lược mang: 23 - 26.